# Astragalus accidens
Espèce
Astragalus accidens est une espèce de plantes à fleurs de la famille des Fabaceae. C'est une plante herbacée originaire des États-Unis. On la trouve notamment en Californie et dans l'Oregon.

## Description
C'est une plante herbacée pérenne.

## Nomenclature et systématique
Cette espèce a aussi été dénommée Hesperonix accidens (S. Watson) Rydb., mais cette appellation n'a pas été retenue.